# Lista siturilor arheologice din județul Gorj - C
Lista siturilor arheologice din județul Gorj - C conține toate siturile arheologice din județul Gorj înscrise în Repertoriul Arheologic Național (RAN) și aflate în localități al căror nume începe cu litera C. RAN este administrat de Ministerul Culturii și Patrimoniului Național și cuprinde date științifice, cartografice, topografice, imagini și planuri, precum și orice alte informații privitoare la zonele cu potențial arheologic, studiate sau nu, încă existente sau dispărute.
Puteți căuta un sit din localitățile care încep cu litera C folosind formularul de mai jos sau puteți naviga prin toate siturile din județ la Lista siturilor arheologice din județul Gorj.
| Cod RAN                                  | Denumire | Localitate                             | Adresă           | Datare               | Descoperit | Coordonate                                    | Imagine           | Erori            |
| ---------------------------------------- | --- | -------------------------------------- | ---------------- | -------------------- | ---------- | --------------------------------------------- | ----------------- | ---------------- |
| 78917.01.01                              | Villa rustica de la Ciocadia / ansamblu anonim (Categorie: construcție) (Tip: Villa rustica)                               | sat Ciocadia, comuna Bengești-Ciocadia |                  | romană sec. II - III | 2000       | 45°06′N 23°36′E / 45.1°N 23.6°E               | Încărcați imagine | Raportați eroare |
| 81102.01.01 (Cod LMI: GJ-I-m-B-09130.03) | Așezarea de la Călugăreni - "Peștera" / ansamblu anonim (Categorie: locuire civilă) (Tip: Așezare)                         | sat Călugăreni, comuna Padeș           | Peștera          | Glina                |            | 45°02′00″N 23°49′00″E / 45.03333°N 23.81667°E | Încărcați imagine | Raportați eroare |
| 81102.01.02 (Cod LMI: GJ-I-s-B-09130)    | Așezarea de la Călugăreni - "Peștera" / ansamblu anonim (Categorie: locuire civilă) (Tip: Așezare)                         | sat Călugăreni, comuna Padeș           | Peștera          | Verbicioara          |            | 45°02′00″N 23°49′00″E / 45.03333°N 23.81667°E | Încărcați imagine | Raportați eroare |
| 81102.01.03 (Cod LMI: GJ-I-m-B-09130.02) | Așezarea de la Călugăreni - "Peștera" / ansamblu anonim (Categorie: locuire civilă) (Tip: Așezare)                         | sat Călugăreni, comuna Padeș           | Peștera          |                      |            | 45°02′00″N 23°49′00″E / 45.03333°N 23.81667°E | Încărcați imagine | Raportați eroare |
| 81102.01.04 (Cod LMI: GJ-I-m-B-09130.01) | Așezarea de la Călugăreni - "Peștera" / ansamblu anonim (Categorie: locuire civilă) (Tip: Așezare)                         | sat Călugăreni, comuna Padeș           | Peștera          | sec. XVI             |            | 45°02′00″N 23°49′00″E / 45.03333°N 23.81667°E | Încărcați imagine | Raportați eroare |
| 81308.01.01                              | Așezarea Verbicioara de la Ceplea - "Biserica Dacilor" / ansamblu anonim (Categorie: locuire civilă) (Tip: Așezare)        | sat Ceplea, comuna Plopșoru            | Biserica Dacilor | Verbicioara - 5      | 2002       | 44°41′00″N 23°24′00″E / 44.68333°N 23.4°E     | Încărcați imagine | Raportați eroare |
| 78917.04.01                              | Necropola romană de la Ciocadia- Codrișoare / ansamblu anonim (Categorie: descoperire funerară) (Tip: necropola birituală) | sat Ciocadia, comuna Bengești-Ciocadia | Codrișoare       | sec. II-III          |            |                                               | Încărcați imagine | Raportați eroare |
| 81308.02.01                              | Biserica Sf. Nicolae de la Ceplea / ansamblu anonim (Categorie: construcție de cult) (Tip: biserică)                       | sat Ceplea, comuna Plopșoru            |                  | sec. XIX             |            | 44°41′51″N 23°24′31″E / 44.6975°N 23.40861°E  | Încărcați imagine | Raportați eroare |
| 81308.02.02                              | Biserica Sf. Nicolae de la Ceplea / ansamblu anonim (Categorie: construcție de cult) (Tip: necropola)                      | sat Ceplea, comuna Plopșoru            |                  | sec. XVIII           |            | 44°41′51″N 23°24′31″E / 44.6975°N 23.40861°E  | Încărcați imagine | Raportați eroare |